# Хорион
Хорион  је екстраембрионална творевина коју образују ембрионални омотачи. Представља спољашњи слој амнионског набора (chorion = кожа). Улази у изградњу постељице. На хориону се налазе ресице које учествују у размени материје између крви мајке и крви ембриона.